# Emtricitabin

Strukturformel

Emtricitabin, som säljs under namnet Emtriva, är en nukleosidanalog (NRTI) för behandling av HIV-infektion. Läkemedlet agerar genom att hämma omvänt transkriptas, ett enzym nödvändigt för replikationen av HIV.
Emtricitabin är indikerat för behandling av HIV-infekterade vuxna och barn i kombination med andra antiretrovirala läkemedel.
I kontrollerade kliniska prövningar har emtricitabin visat effektiv kontroll av HIV-replikation när det kombineras med andra antiretrovirala läkemedel. Emtricitabin minskar HIV-nivån i blodet i upp till 48 veckor hos patienter som påbörjar antiretroviral behandling för första gången samt hos tidigare behandlade patienter med stabil virologisk kontroll.
Läkemedlet godkändes för försäljning inom EU av Europeiska kommissionen 28 oktober 2003. Det lanserades i Norden 2004.